# 施洗約翰教堂 (雷德)

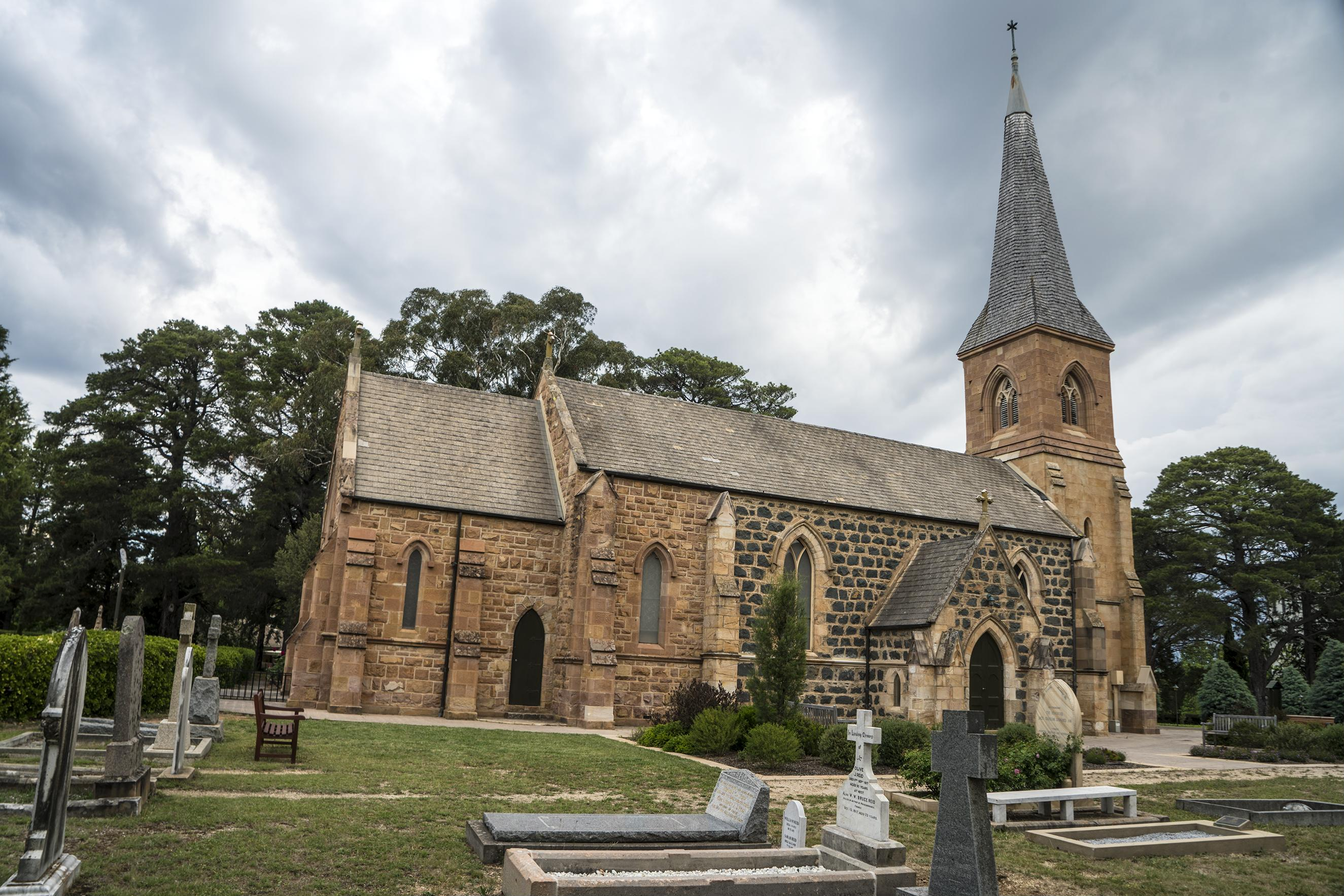
施洗約翰教堂

施洗約翰教堂（St John the Baptist Church） 是位於澳大利亞堪培拉教區雷德的一座澳洲聖公會教堂。這座教堂是堪培拉現存教堂中歷史最古老的教堂，被形容為「城市聖地」。2020年，施洗約翰教堂迎來了創建175週年。

## 外部連結
- Official website （页面存档备份，存于）